# 2214 Carol
A 2214 Carol (ideiglenes jelöléssel 1953 GF) a Naprendszer kisbolygóövében található aszteroida. Karl Wilhelm Reinmuth fedezte fel 1953. április 7-én.